# Síndrome da resignação
Síndrome da resignação é uma doença psicológica reportada pela primeira vez na Suécia, nos anos 1990. Há relatos de sua ocorrência principalmente na Suécia, mas também em outros paises como  Austrália, e somente atinge crianças refugiadas, cuja família se encontra em processo de residência ou asilo. Ainda com caráter enigmático, essa doença faz com que as crianças refugiadas afetadas por essa síndrome se fechem ao mundo a sua volta. Mesmo aparentando boa saúde, com pele e cabelos saudáveis, pressão sanguínea e reflexos dentro da normalidade, a pessoa não se mexe, ficando em estado vegetativo em uma cama.